# Ретороманская Швейцария

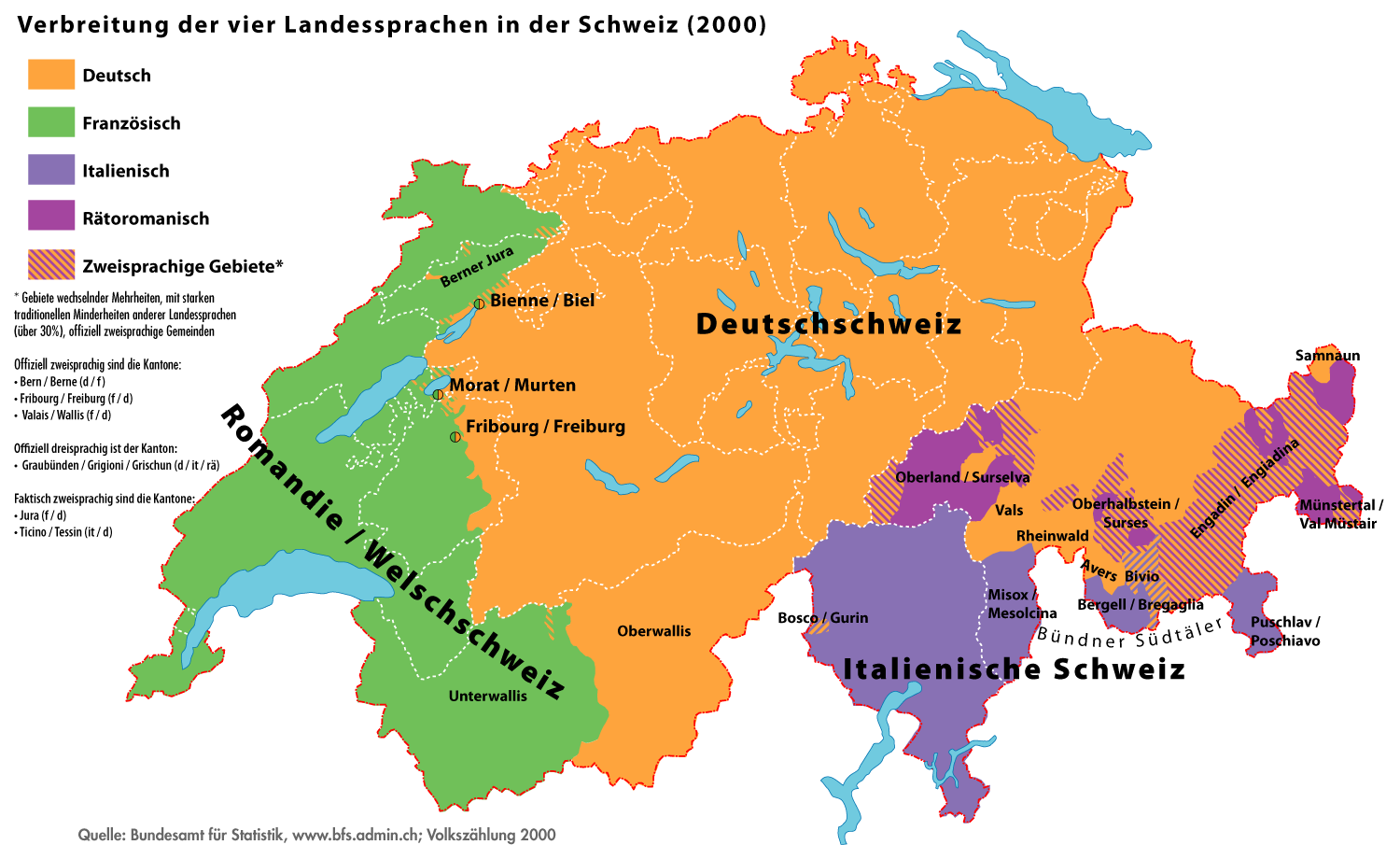
Языковые регионы Швейцарии

Реторома́нская Швейца́рия (нем. Rätoromanische Schweiz, романш. Rumantschia, фр. Suisse romanche, итал. Svizzera romanda) — языковой регион в Швейцарии наряду с Немецким, Французским и Итальянским регионами. Вместе с двумя последними входит в так называемую Латинскую Швейцарию. Территория региона охватывает часть кантона Граубюнден, где распространён также немецкий язык в его швейцарском варианте. Язык носителей — романшский (согласно статье 70 Конституции Швейцарии он официально разрешён в кантоне). Число носителей романшского языка не превышает 40 000 человек (0,5 % от населения Швейцарии).